# Laboulbenia contorta
Laboulbenia contorta är en svampart som tillhör divisionen sporsäcksvampar, och som beskrevs av Roland Thaxter. Laboulbenia contorta ingår i släktet Laboulbenia, och familjen Laboulbeniaceae. Arten är reproducerande i Sverige.